# Beechcraft Skipper
Pour les articles homonymes, voir Skipper (homonymie).
Le Beechcraft Model 77 Skipper est un avion léger biplace d’école. 

## Origine
Parallèlement au développement de son bimoteur d’école Model 76 Duchess, Beechcraft travaillait en 1974 sur un projet de monomoteur d’école économique utilisant les mêmes procédés de construction, soit l’emploi de matériau en nid d’abeille collé. Comme le Duchess le futur biplace était destiné en priorité aux Beech Aero Centers, mais le constructeur espérait aussi pouvoir concurrencer le très populaire Cessna 150/152. Désigné initialement PD 285 (Preliminary Design 285), cet appareil devait être réalisé autour d’une nouvelle aile basse cantilever de profondeur constante utilisant un profil GA(W)-1, issu des recherches de la NASA sur les profils supercritiques, dont tout le bord de fuite était mobile. Un démonstrateur technologique (N285BA) prit l’air le 6 février 1975, équipé d’un moteur Continental O-200 de 100 ch. Durant les essais il fut jugé nécessaire de doter l’appareil d’un empennage en T, assurant un meilleur contrôle en tangage à basse vitesse et une meilleure sortie de vrille. Reposant sur un atterrisseur tricycle fixe, l’appareil était aménagé en biplace côte-à-côte.

## Un avion arrivé au mauvais moment
Devenu Model 77 Skipper, le premier appareil de série prit l’air le 12 septembre 1978, piloté par Vaughn Gregg. La certification FAA (A30CE) fut délivrée le 19 mars 1979 et les premiers exemplaires, équipés d’un moteur Lycoming O-235-L2C de 115 ch entraînant une hélice bipale, livrés en mai 1979. 211 Skipper avaient été livrés au 31 décembre 1980, puis les ventes s’effondrèrent, le marché de l’aviation légère connaissant une très forte récession aux États-Unis au début des années 1980. À titre de comparaison Piper avait livré en un an un millier de PA-38 Tomahawk, mais cet appareil comparable au Skipper avait été mis sur le marché un an plus tôt. Beechcraft annonça en juillet 1981 l’arrêt de la production, 312 appareils étant finalement produits (c/n WA-1/312). 

## Sources
1. ↑  AJ Pelletier p. 164
2. 1 2  Phillips
3. ↑  Commercial serialization 1945 thru 2010